# Limbourg
Limbourg (Limburg bằng tiếng Đức và tiếng Hà Lan) là một medieval city located trong tỉnh Liège, Wallonia, Bỉ. On July 1 2006 Limbourg có tổng dân số 5.669 người. Tổng diện tích là 24,63 km² với mật độ dân số 230 người trên mỗi km².
Limbourg nằm trên đỉnh 1 ngọn đồi bao quanh bởi sông Vesdre.

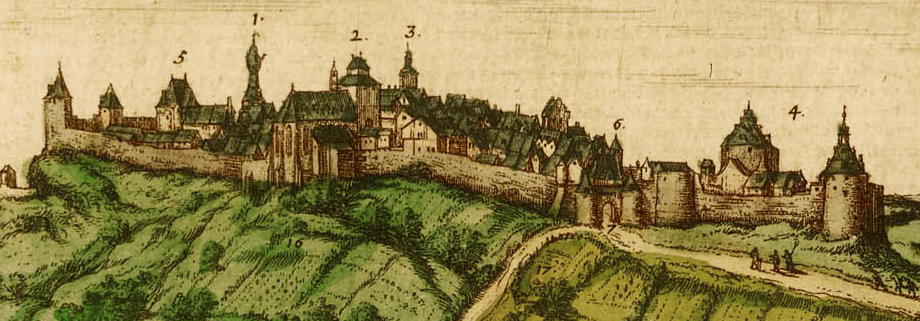
Limbourg khoảng năm 1600